# 420تشان
420تشان هو منتدى صور إلكتروني مجهول الهوية تم إنشاؤه في 20 أبريل 2005 على يد الهاكر ومطوّر الويب المستقل أوبري كوتل. اسم الموقع يجمع بين "420"، وهو مصطلح مرتبط بثقافة تعاطي القنب والمخدرات، و"4chan"، وهو موقع شهير آخر للصور والمناقشات.
كان الموقع في بداياته معروفًا باحتوائه على لوحة نقاش تُدعى /i/، والتي استخدمها مجموعة "أنونيموس" لتنفيذ هجمات رقمية على أفراد ومواقع، مثل لعبة "هابّو هوتيل" والمعلق السياسي هال تيرنر.
لاحقًا، أصبح الموقع يُركّز بشكل أساسي على مناقشة أنواع المخدرات النفسية، سواء القانونية أو غير القانونية. كما كان يضم لوحات مخصصة للنقاشات المتعلقة بمجتمع الميم، مثل /cd/ و/sd/، بالإضافة إلى لوحة شهيرة لمحبي المصارعة تُدعى /wooo/.
في 1 يونيو 2022، توقف الموقع عن العمل، حيث أُغلق نطاقه الرسمي 420chan.org. وبعد عام تقريبًا، في 20 أبريل 2023، تم بيع النطاق لفريدريك برينان مقابل 4200 دولار من عملة الإيثيريوم، وتم إطلاق صفحة مؤقتة مكانه.